# Karlsbaderberget

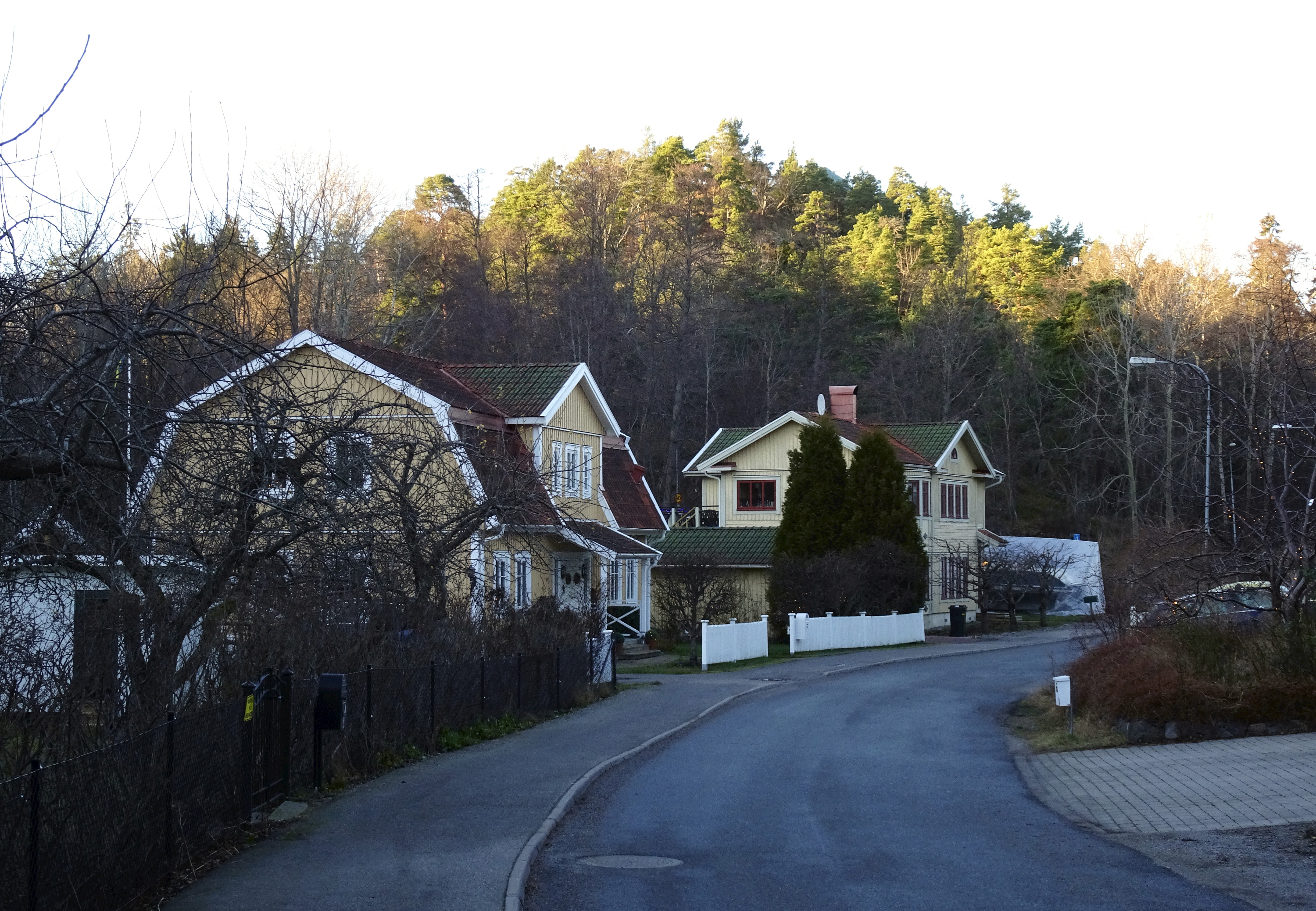
Karlsbaderberget sett från Garvkroken.

Karlsbaderberget (även kallad Observatorieberget) är ett berg i södra delen av Saltsjöbaden, Nacka kommun. På berget finns sedan 1931 Saltsjöbadens observatorium. Norra och västra delen av berget ingår i Tattby naturreservat.

## Namnet

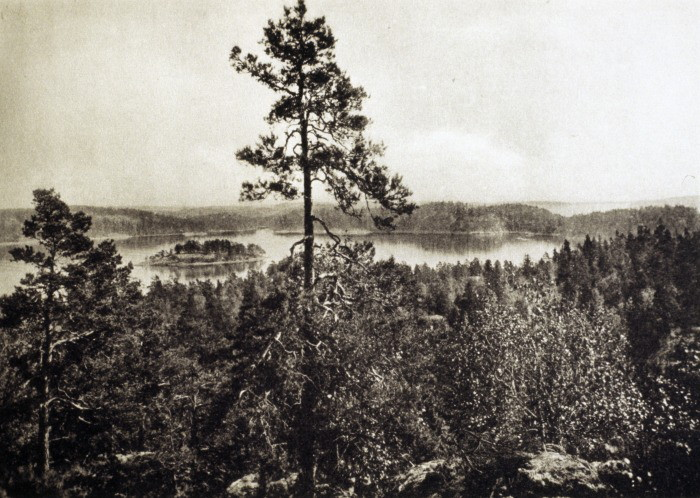
Utsikt från Karlsbaderberget mot sydost över Baggensfjärden.

Det tidigare namnlösa berget fick sitt namn i samband med ett platsbesök 1890 av finansmannen K.A. Wallenberg, landshövdingen i Stockholms län Robert Themptander, civilminister Edvard von Krusenstjerna och överståthållaren i Stockholms stad Claës Gustaf Adolf Tamm. Wallenberg hade just förvärvat ett stort landområde som skulle bli Saltsjöbaden och han skulle visa var den nya badorten och villastaden planerades. Edvard von Krusenstjerna tyckte att området påminde honom om den då österrikisk–ungerska kurorten Karlsbads omgivning, varpå Wallenberg bestämde att berget skulle heta Karlsbaderberget.

## Beskrivning
Karlsbaderberget är 55 meter högt, och på dess norrsluttning ner mot Neglingeviken anlades redan i slutet av 1800-talet en hoppbacke (Saltisbacken) kring vilken olika vintersportanläggningar växte upp, kallade Vinterstadion. På berget fanns även utsiktstornet Vidablick och en vattenreservoar för Saltsjöbadens vattenledning.
I slutet av 1920-talet sökte Vetenskapsakademien en ny plats för ett observatorium och man valde Karlsbaderbergets topp delvis på grund av den klarare luften i havsbandet. Den 5 juni 1931 invigdes här Saltsjöbadens observatorium. Karlsbaderberget är även platsen för konstnären Bosse Falcks skulptur Saltis som illustrerar asteroiden 36614 Saltis, vilken ingår i Sweden Solar System.

## Bilder

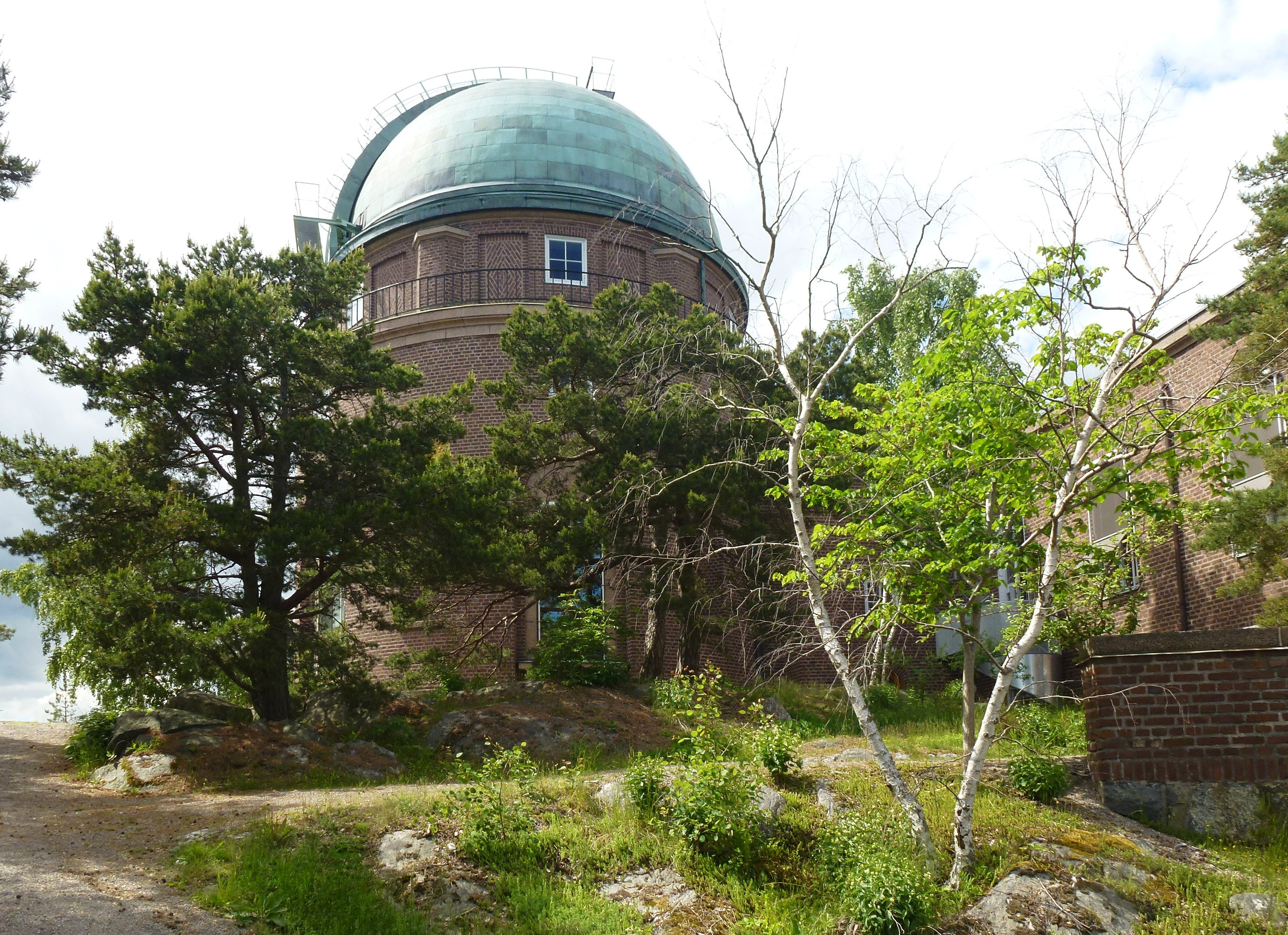
Saltsjöbadens observatorium
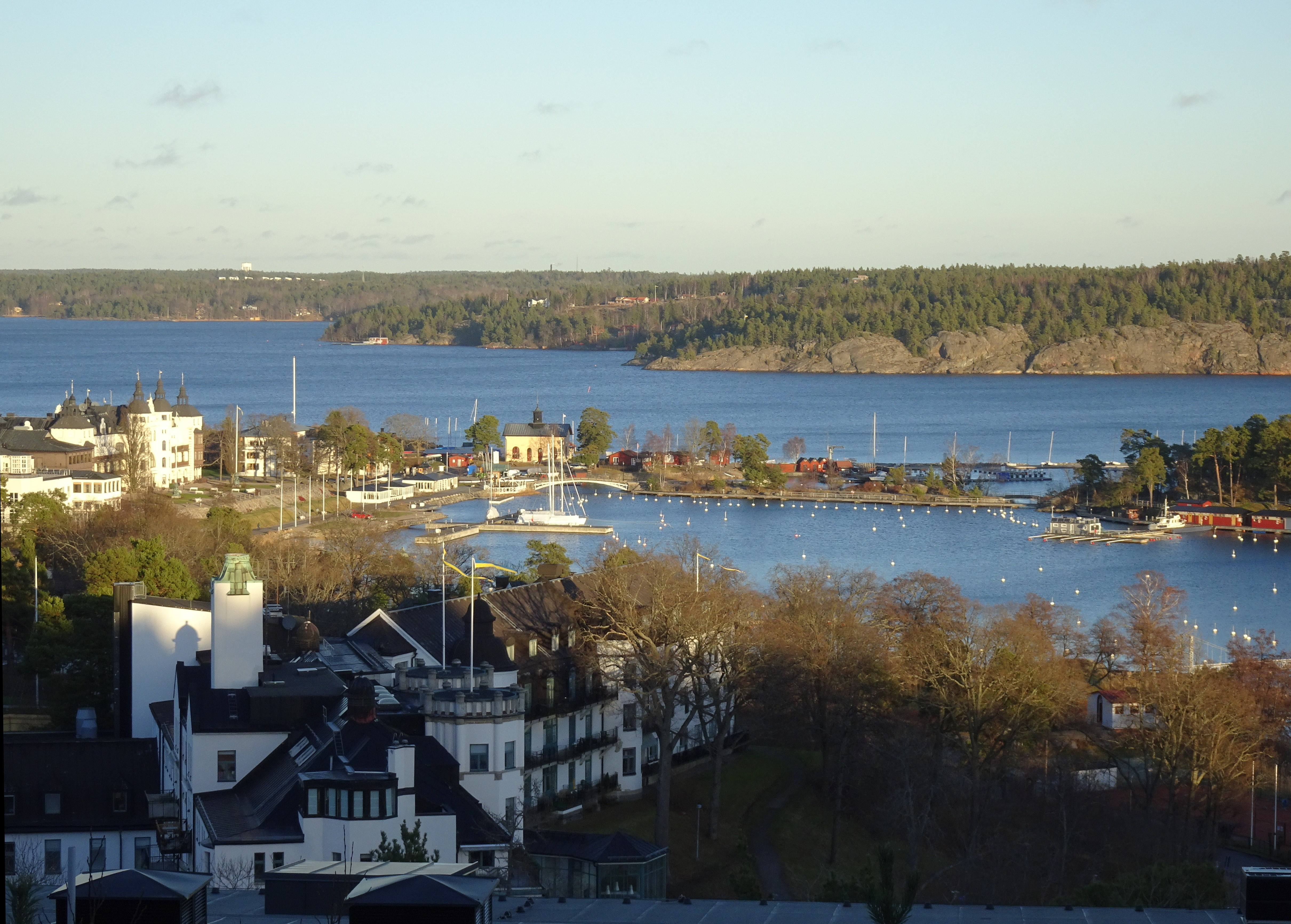
Utsikt över Hotellviken
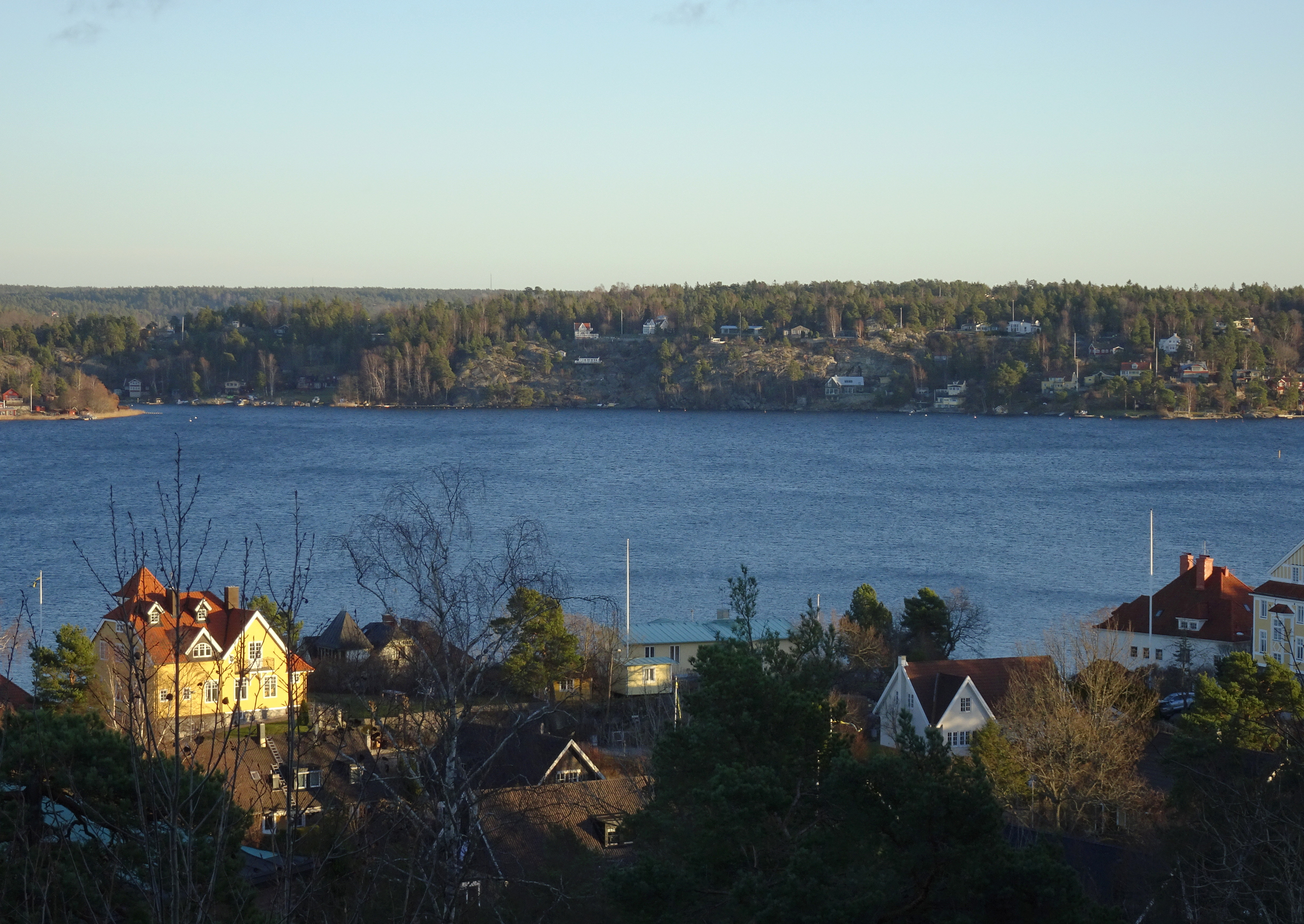
Utsikt över Baggensfjärden
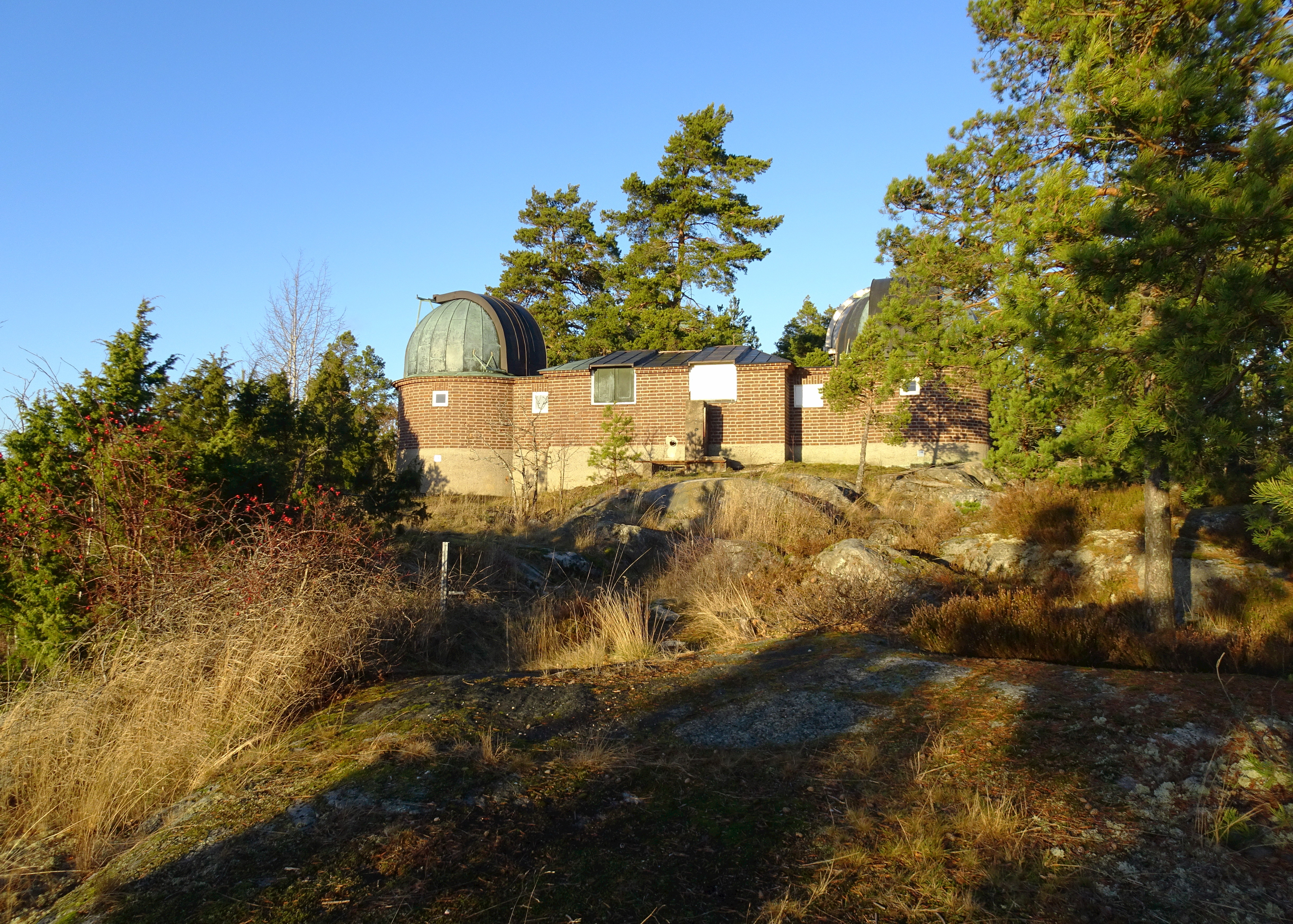
Saltsjöbadens observatorium
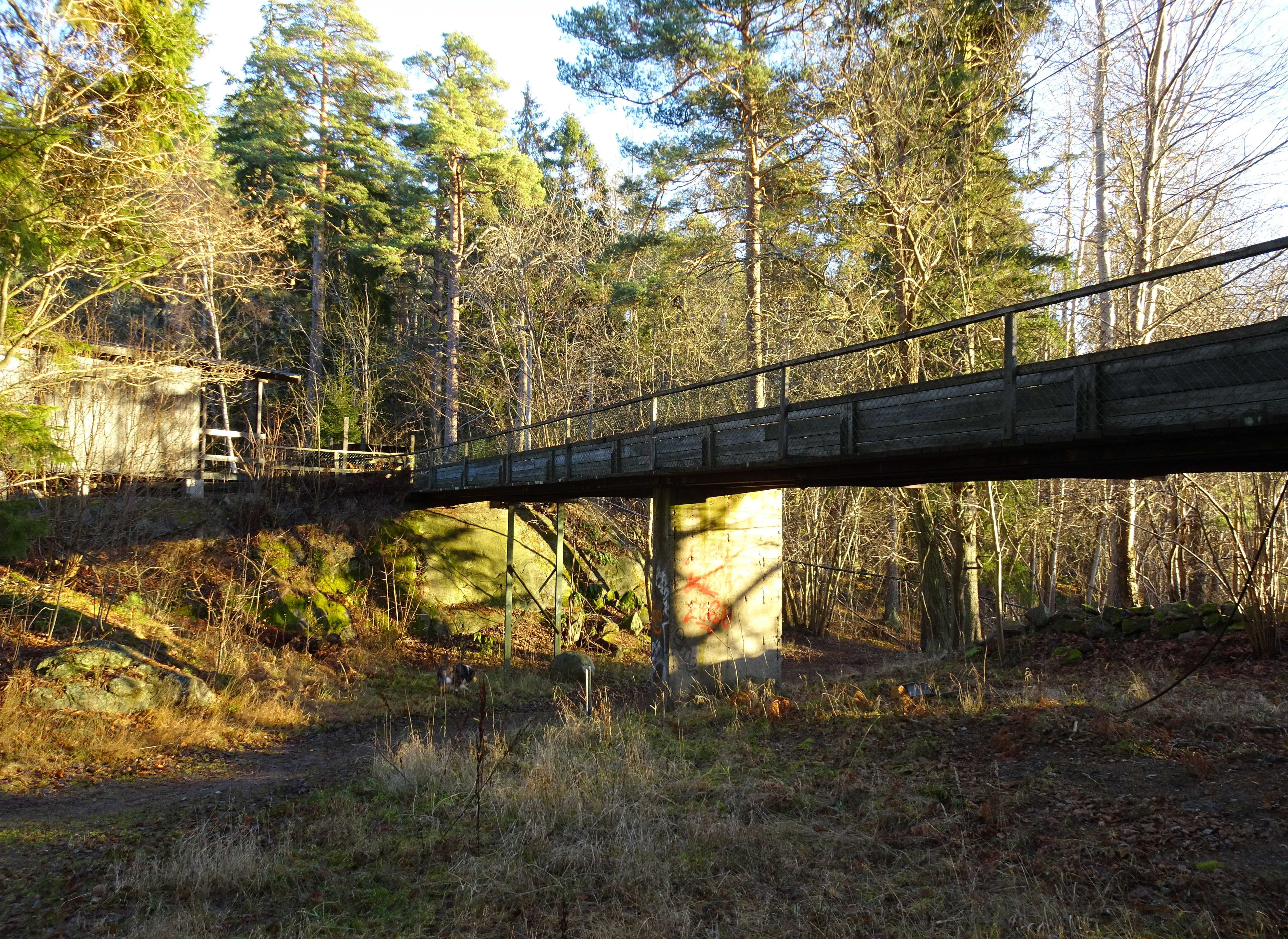
Rester efter rodelbanan vid norrsidan